# Derecho a un nivel de vida adecuado

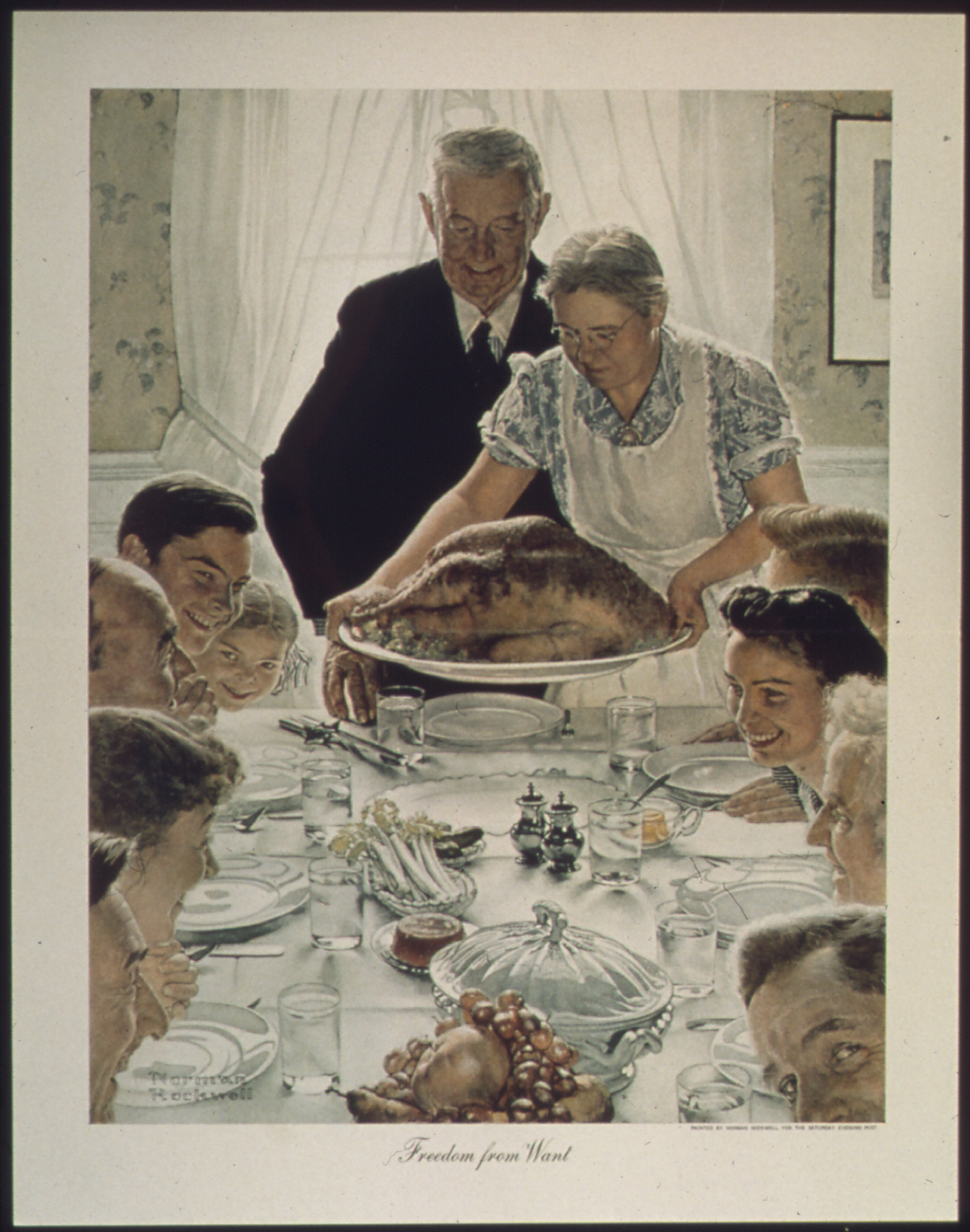
Se observa una familia amplia gozando de un momento de fruición y de convite, de lo cual se deduce su poder adquisitivo suficiente para disfrutar de cenas refinadas.

El nivel de vida y protección social es reconocido como uno de los derechos humanos en los instrumentos internacionales de derechos humanos y se entiende que establece un derecho a una cantidad mínima de alimento, ropa y vivienda en un nivel de subsistencia. El derecho al alimento, el derecho a la vivienda y el derecho al vestido han sido explícitamente definidos porderecho internacional de los derechos humanos y los instrumentos de derechos humanos. 
El derecho a un nivel de vida adecuado se encuentra reconocido por el Artículo 25 de la Declaración Universal de los Derechos Humanos (UDHR) y el Artículo 11 del Pacto Internacional de Derechos Económicos, Sociales y Culturales. Una de las presentaciones más inspiradoras en favor de la inclusión del derecho a un nivel de vida adecuado en el UDHR fue el Discurso de las Cuatro Libertades del presidente norteamericano Franklin Roosevelt. El poder satisfacer el derecho a un nivel de vida adecuado depende de un cierto número de otros derechos económicos, sociales y culturales, incluidos el derecho a la propiedad, el derecho al trabajo, el derecho a la educación y el derecho a la seguridad social. Han existido un cierto número de propuestas de políticas para garantizar a las personas un nivel de vida básico mediante el concepto de ofrecer un ingreso básico garantizado esencialmente regalando a los ciudadanos una cantidad básica de "dinero gratis" de manera de poder satisfacer las necesidades básicas de alimentos y resguardo.